# Leiden International Medical Student Conference
Die Leiden International Medical Student Conference (LIMSC) ist eine der größten medizinische Konferenzen für junge Forscher und Medizinstudenten sowie Alumni und Postgraduierte in der Welt. Sie wird seit 1999 an der  Universitätsmedizin Leiden in Leiden abgehalten.